# Diplycosia discolor
Diplycosia discolor är en ljungväxtart som beskrevs av C. B. Cl. Diplycosia discolor ingår i släktet Diplycosia och familjen ljungväxter. Inga underarter finns listade i Catalogue of Life.